# Ectoneura suffusa
Ectoneura suffusa är en kackerlacksart som beskrevs av Morgan Hebard 1943. Ectoneura suffusa ingår i släktet Ectoneura och familjen småkackerlackor. Inga underarter finns listade i Catalogue of Life.